# Centar Vinko Bek
Centar za odgoj i obrazovanje "Vinko Bek" je obrazovna ustanova koja nudi programe osnovnoškolskog, srednjoškolskog i glazbenog obrazovanja te psihosocijalnu rehabilitaciju za slijepe i slabovidne osobe.
Centar je osnovan na inicijativu tiflopedagoga Vinka Beka, po kojemu je i nazvan. Osnovan je 1895. godine i tada je bila jedina ustanova za obrazovanje slijepih u jugoistočnoj Europi.

## Vanjske poveznice
- Službena stranica